# 동암역 (단천)
동암역(東巖驛)은 조선민주주의인민공화국 함경남도 단천시에 위치한 철도역이다.1943년에 3월 30일에 개업되었다.